# 是黑是白
Black or White（可译作黑或白、是黑是白或黑與白），是美國歌手麥可·傑克森專輯《Dangerous》中的一首歌曲，發表於1991年11月11日。

## 音樂錄影帶
「Black Or White」原版的錄影長度超過11分鐘，耗資超過400萬美元，於1991年11月14日在MTV、VH1、BET和ABC等各大頻道公映，成為了他的歷史上被觀看次數最多的音樂電視作品。
錄影中以童星麥考利·卡爾金飾演的一個小麥可迷和他的父親（喬治·溫德飾）的故事開始，他的父親訓斥他把音樂的聲音調低，但以卡爾金的脾氣，他決定把巨大的音箱弄進客廳並把音量調到最大，結果巨大的音波把他的父親穿過房頂沖入空中，這個方式有點像早期的音樂電視 Twisted Sister 中的手法。
他的父親最後在中部非洲落地，隨後「Black Or White」的音樂響起，麥可開始了他的環球旅行，從一個國家到另一個國家，從一種文化到另一種文化。
在歌曲的結尾，錄影運用了一種「變形」特技，不同種族的人們（包括名模泰拉·班克斯和配音演員克里·莎莫）的臉從一張變換到另一張，作為全球大一統的象徵。
雖然這不是第一支運用變形技術的音樂電視作品，前10cc的成員Godley & Creme在1985年他們的歌曲「Cry」中曾更廣泛的運用過這種技術。
這是大多數觀眾第一次看到這種技術的運用，許多人為之所深深震驚。
由於電腦技術的發展，如今這種變形技術已被廣泛的應用於音樂電視的製作中，而且成本要遠比上個世紀90年代初要低得多。

### 被剪掉的片段
完整版的「Black or White」的錄影帶在歌曲結束後仍然繼續了4分鐘，在這段時間裡面，麥可不但展示了他「有名」的胯下撫摸動作，砸碎了商店的玻璃（寫有「KKK RULES」），還用一根鐵棒砸壞了一輛汽車（車窗上有納粹卐等種族歧視意味的噴塗）。
美國當紅卡通劇《辛普森家庭》裡的主人翁巴特·辛普森和荷馬·辛普森亦在影片中客串。
然而，麥可的狂躁不安以及胯下動作使許多看過錄影帶首映的家長們很是震驚。
MTV以及其他的電視台不得不將最後4分鐘剪掉，麥可還向受到冒犯的觀眾做出了「檢討」。
如今，「Black or White」錄影帶的最後4分鐘在美國MTV2台播放時，只能在凌晨1點到4點這段時間，播放「最受爭議音樂錄影帶」節目時才播出。
當然，完整版的錄影帶在麥可的音樂DVD裡都找得到。
幾年前，歐洲VH1電台曾經在白天播放過完整版的錄像，不過現在已經刪除了。

## 歌曲成績
「Black or White」發行首周即空降为英国单曲榜冠军并不久也爬上了美国单曲榜的冠军宝座。该曲在英国榜的冠军位置上驻留了2周，在前40位内停留了8周，最终卖出20万张，获银唱片认证，该曲在前15名内停留了7周。

## 現場表演
「Black or White」是“Dangerous”以及“HIStory”巡演的必备曲目，而且也在多次场合中现场表演过，因此成为众多歌迷的最爱曲目之一。 该曲起初在“Dangerous”巡演初期部分采用真唱，但后期因为MJ的喉炎问题而完全采用了对口型的方式。这种方式一直延续到“HIStory”巡演。“Black or White”的表演在“HIStory”巡演中的最后是以一堵巨墙倒塌在Michael Jackson身上的奇观做结尾的。此外该曲也曾在2001年30周年致敬演唱会以及2002年的民主党的募捐会上表演过。

## 外部連結
- YouTube - Michael Jackson - Black Or White Panther Dance（页面存档备份，存于）